# Véronique Laurent-Denieuil
Pour les articles homonymes, voir Laurent (patronyme) et Denieuil.
 (août 2025).
Véronique Laurent-Denieuil, née le 21 avril 1961 à Saint-Étienne et morte le 5 mai 2025 dans la même ville, est une artiste, graveuse et plasticienne française. Elle est spécialisée dans la technique de l'aquatinte et explore principalement la figure humaine dans son œuvre.

## Biographie

### Jeunesse et formation
Véronique Laurent-Denieuil est diplômée de l'École du Louvre, de l'université Paris-Sorbonne (maîtrise et DEA en histoire de l’art), ainsi que de l'École supérieure des arts appliqués Duperré où elle étudie le stylisme.

### Carrière artistique
Installée à Paris, elle travaille notamment à l'atelier de gravure de l'artiste danois Bo Halbirk.
Elle développe une œuvre centrée sur la figure humaine, utilisant la technique de l'aquatinte au sucre. Son travail est marqué par une recherche sur la tendresse et la fragilité des relations humaines.
Elle participe à de nombreuses expositions en France (Chamalières, Paris, Versailles, Saumur) et à l'étranger (Belgique, Danemark, Suède, Luxembourg, Hongrie, Espagne, Pologne, Canada, Chine, Corée, Japon, Inde). En 2019, elle reçoit, au Grand Palais, la médaille d'honneur en gravure dans le cadre du Salon des artistes français.

## Œuvre

Air d'octobre, aquatinte, 60 × 40 cm

Reflets du monde 4, aquatinte, 50 × 80 cm

Intimité 4, aquatinte, 16.5 × 27.5 cm

### Thèmes et techniques
Laurent-Denieuil utilise principalement l’aquatinte, une technique de gravure à l’eau-forte. Son travail aborde des sujets liés à la condition humaine : visages, relations interpersonnelles, fragilité, souffrance, complicité.

### Œuvres notables
- Jeux d’ombres, aquatinte, 55 × 74 cm[3].
- Intimité 4, aquatinte, 60 × 40 cm
- Reflets du monde 4, aquatinte, 50 × 80 cm
- Air d'octobre, aquatinte, 16.5 × 27.5 cm

## Réception critique
Selon la Fondation Taylor :
« Ses œuvres sont des témoins de tendresse, d’abandon… elles traduisent avec vérité tout ce qui fait vibrer l’être humain. »

## Distinctions
- Prix Regner-Lhotellier (2000)[4]
- Prix Corot
- Prix Joop Stoop
- Prix de la Ville de Versailles
- Prix du public[Lequel ?] (Saumur)
- Prix Langlais (Conflans-Sainte-Honorine)
- Médailles[Lesquelles ?] à Pékin et Qingdao (Chine)
- Prix[Lequel ?] à Séoul (Corée)
- Grand Prix[Lequel ?] à Bhopal (Inde)
- Prix du jury[Lequel ?] à Tokyo (Japon)
- Prix Kiyoshi Hasegawa (2018, Fondation Taylor)[5]
- Médaille d'honneur en gravure du Salon des Artistes Français (2019)[6]

## Expositions (sélection)
- 2013 : Pointe et burin – Graveurs d’Armorique, Fondation Taylor[7]
- 2016 : Exposition personnelle à la Fondation Taylor
- 2018 : La taille et le crayon, Fondation Taylor